# Niedarczów (gromada)
Niedarczów (alt. Niedarczów Dolny Kolonia) – dawna gromada, czyli najmniejsza jednostka podziału terytorialnego Polskiej Rzeczypospolitej Ludowej w latach 1954–1972.
Gromady, z gromadzkimi radami narodowymi (GRN) jako organami władzy najniższego stopnia na wsi, funkcjonowały od reformy reorganizującej administrację wiejską przeprowadzonej jesienią 1954 do momentu ich zniesienia z dniem 1 stycznia 1973, tym samym wypierając organizację gminną w latach 1954–1972.
Gromadę Niedarczów siedzibą GRN w Niedarczowie (Dolnym Kol.) utworzono – jako jedną z 8759 gromad na obszarze Polski – w powiecie iłżeckim w woj. kieleckim, na mocy uchwały nr 13k/54 WRN w Kielcach z dnia 29 września 1954. W skład jednostki weszły obszary dotychczasowych gromad Kopiec, Niedarczów Dolny, Niedarczów Górny, Ruda, Zakrzówek wieś i Zakrzówek kolonia ze zniesionej gminy Miechów w tymże powiecie. Dla gromady ustalono 19 członków gromadzkiej rady narodowej.
31 grudnia 1961 gromada weszła w skład powiatu radomskiego w tymże województwie.
Gromadę zniesiono 1 stycznia 1969, a jej obszar włączono do gromady Odechów.